# 유홍종 (1885년)
유홍종(劉泓鍾, 1885년 4월 4일(음력 2월 19일) ~ ?)은 대한제국과 일제강점기의 관료이다. 본관은 강릉이다.

## 생애
현재의 서울 서대문구 북아현동인 한성부 북아현리 출신이다. 1904년에 관립한성일어학교에 입학하여 2년 뒤인 1906년에 졸업하였다. 학교를 졸업하고 모교의 부교관으로 잠시 임용되었다가, 곧 한성농공은행 사무 견습으로 이동하였다.
이 궁내부 주사와 의정부 주사, 내각 서기랑 등을 차례로 지내면서 대한제국 말기에 관리로 근무했다. 도쿄의 내각을 시찰차 다녀오기도 했다. 품계는 6품이었다.
관리 재직 중 1910년 한일 병합 조약이 체결되면서 조선총독부 소속으로 이동되었다. 처음에는 총독부 직속의 총무부 회계국 경리과에 발령을 받았다가, 이듬해인 1911년에 강원도 간성군 군수로 발탁되었다. 이후 철원군과 평강군, 양구군 군수를 차례로 역임했다.
평강군수 시절 지역 유지들이 결집하여 유홍종에 대한 불신임장을 제출하여 양구군으로 전임되는 일이 있었다. 불신임장을 제출한 유지들은 유홍종의 비행을 21가지 적시하여 강원도 지사와 유홍종 본인에게 발송했다.
퇴관 직전인 1924년을 기준으로 정6위 훈6등에 서위되어 있었다. 간성군수로 재직 중이던 1912년에 일본 정부로부터 한국병합기념장을 수여받았으며, 쇼와대례기념장도 수여받은 바 있다.
퇴관 후에도 일선융화가 목표인 친일 단체 동민회에서 이사를 지내고, 부인은 중일 전쟁 발발 후 결성된 애국금차회에 참여하는 등 부부가 모두 일본 제국에 적극 협력했다. 또한 경기도 도회의원, 서대문금융조합 감사 등을 지내며 서대문 지역에서 유지로 활동하였다.
2008년 민족문제연구소가 정리한 친일인명사전 수록예정자 명단 중 관료 부문과 친일단체 부문에 포함되었다.

## 같이 보기
- 동민회

## 참고자료
- 유홍종(劉泓鍾) - 국사편찬위원회
- 유홍종(劉泓鍾) - 국사편찬위원회